# Squash-Europameisterschaft 2025
Die 23. Squash-Europameisterschaften im Einzel (englisch European Individual Closed Championships) finden vom 20. bis 23. August 2025 in Chartres, Frankreich, statt. Ausrichter sind der französische Squashverband und die European Squash Federation.
Titelverteidiger sind Victor Crouin bei den Herren und Tinne Gilis bei den Damen.
Das Teilnehmerfeld der Herrenkonkurrenz besteht aus 45 Spielern. Bei den Damen sind 41 Spielerinnen am Start. In beiden Feldern wurde die Setzung bei den Positionen drei und vier, den Positionen fünf bis acht und den Positionen neun bis 16 in Form einer gruppierten Setzung vorgenommen. Die Spieler in der Setzliste sind daher in diesen Setzungspositionen alphabetisch angegeben.

## Herren

### Setzliste
| Nr. | Spieler             | Erreichte Runde |
| --- | ------------------- | --------------- |
| 01. | Victor Crouin       |                 |
| 02. | Baptiste Masotti    |                 |
| 03. | Nicolas Müller      |                 |
| 04. | Iker Pajares        |                 |
| 05. | Balázs Farkas       |                 |
| 06. | Raphael Kandra      |                 |
| 07. | Melvil Scianimanico |                 |
| 08. | Rui Soares          |                 |

| Nr. | Spieler         | Erreichte Runde |
| --- | --------------- | --------------- |
| 09. | David Bernet    |                 |
| 10. | Viktor Byrtus   |                 |
| 11. | Edwin Clain     |                 |
| 12. | Edmon López     |                 |
| 13. | Toufik Mekhalfi |                 |
| 14. | Brice Nicolas   |                 |
| 15. | Iván Pérez      |                 |
| 16. | Jakub Solnický  |                 |

### Zeichenerklärung
- Q = Qualifikant
- WC = Wildcard
- LL = Lucky Loser
- ALT = Ersatz (alternate)
- PR = Protected Ranking
- r = Aufgabe (retired)
- d = Disqualifikation
- w.o. = walkover

## Damen

### Setzliste
| Nr. | Spielerin       | Erreichte Runde |
| --- | --------------- | --------------- |
| 01. | Tinne Gilis     |                 |
| 02. | Nele Gilis-Coll |                 |
| 03. | Mélissa Alves   |                 |
| 04. | Marta Domínguez |                 |
| 05. | Saskia Beinhard |                 |
| 06. | Kiera Marshall  |                 |
| 07. | Emilia Soini    |                 |
| 08. | Énora Villard   |                 |

| Nr. | Spielerin          | Erreichte Runde |
| --- | ------------------ | --------------- |
| 09. | Ambre Allinckx     |                 |
| 10. | Cristina Gómez     |                 |
| 11. | Sofía Mateos       |                 |
| 12. | Jacqueline Peychär |                 |
| 13. | Nadia Pfister      |                 |
| 14. | Cristina Tartarone |                 |
| 15. | Tessa ter Sluis    |                 |
| 16. | Katerina Tycova    |                 |

### Zeichenerklärung
- Q = Qualifikant
- WC = Wildcard
- LL = Lucky Loser
- ALT = Ersatz (alternate)
- PR = Protected Ranking
- r = Aufgabe (retired)
- d = Disqualifikation
- w.o. = walkover